# CFR Cluj
Fotbal Club CFR 1907 Cluj-Napoca, im deutschen Sprachraum nur als CFR Cluj bezeichnet, ist ein rumänischer Fußballverein aus Cluj-Napoca, Kreis Cluj, Siebenbürgen. Er spielt seit 2004 in der höchsten rumänischen Fußballliga, der Liga 1 (heute SuperLiga), und gewann 2008, 2010 und 2012 sowie von 2018 bis 2022 die rumänische Meisterschaft und 2008 bis 2010 sowie 2016 und 2025 den rumänischen Pokal (rumänisch Cupa României).

## Geschichte
CFR Cluj ist der älteste Fußballverein der Stadt und wurde 1907 als Kolozsvári Vasutas Sport Club (ungarisch für Klausenburger Eisenbahner Sport Klub) gegründet. 1919, nachdem Siebenbürgen Rumänien zugesprochen wurde, wurde der Verein in CFR (abk. für Eisenbahngesellschaft Rumäniens) Cluj umbenannt.
1975 und 2006 gelangte CFR Cluj auf Platz 5 in der rumänischen Liga 1. 2007 erreichte der CFR Cluj den 3. Platz in der rumänischen Liga 1 – damit waren sie berechtigt, in der Qualifikation zum UEFA-Pokal anzutreten. In der zweiten Qualifikationsrunde mussten sie sich unter dem neuen Trainer Ioan Andone aber zu Hause am 16. August 2007 mit 1:3 gegen den zypriotischen Club Anorthosis Famagusta geschlagen geben, was sie auf Zypern am 30. August 2007 durch ein 0:0 nicht mehr wettmachen konnten.

### 2008 und 2010: Zweimal das Double
Nach der ersten Hälfte der Saison 2007/08 war CFR Cluj ungeschlagen und hatte einen Vorsprung von sieben Punkten gegenüber dem Zweitplatzierten Rapid Bukarest. Im Frühjahr holte Steaua Bukarest auf und übernahm am drittletzten Spieltag die Tabellenführung. Trotzdem wurde CFR Cluj mit einem 1:0-Sieg am letzten Spieltag gegen den Stadtrivalen Universitatea Cluj zum ersten Mal in der Vereinsgeschichte rumänischer Meister, zwei Punkte vor dem Zweitplatzierten Steaua Bukarest. Dadurch qualifizierten sie sich für die Gruppenphase der Champions League 2008/09.
Am 10. Mai 2008 siegte CFR Cluj im rumänischen Pokalfinale gegen Unirea Valahorum Urziceni mit 2:1 und wurde erstmals in der Vereinsgeschichte rumänischer Pokalsieger. Die Stammelf der Saison war Nuno Claro (Stăncioiu) – Tony, Cadú, Galiassi, Panin – Trică, Dani, Leão, Culio – Semedo, Fabbiani. Oft spielten auch Didi (nur vor der Winterpause), sowie Ruiz und Dubarbier (Zugänge in der Winterpause).
CFR Cluj spielte in der Gruppenphase der Champions League 2008/09 gegen den FC Chelsea, AS Rom und Girondins Bordeaux.
Gleich bei seinem ersten Auftritt in der Champions League gelang dem Club eine kleine Sensation, indem man beim dreimaligen italienischen Titelträger und aktuellen Vizemeister AS Rom einen 2:1-Auswärtssieg landen konnte. Außerdem erreichte man am zweiten Spieltag der Gruppenphase ein 0:0 gegen den FC Chelsea (Vorjahresfinalist).
Allerdings verlief der Rest der Saison wenig erfolgreich und mit Ioan Andone, Maurizio Trombetta, Aleš Jindra und Toni lösten sich nacheinander vier Cheftrainer ab. Vom 15. November 2009 bis 12. September 2010 war der Italiener Andrea Mandorlini Coach vom CFR Cluj, der den Club zum erneuten Double führte: der Meisterschaft und dem rumänischen Pokalsieg. Den Trainerposten übernahm dann Sorin Cârțu, der am 25. November 2010 wieder entlassen wurde, woraufhin Alin Minteuan zum Cheftrainer aufstieg. Nach dem letzten Spieltag der Saison 2010/11 wurde Jorge Costa am 22. Mai 2011 als Nachfolger von Minteuan im Amt des Cheftrainers vorgestellt.

### 2012: Der erneute Titelgewinn
Obwohl CFR Tabellenführer war, wurde Costa am 8. April 2012 nach der 0:5-Heimniederlage im Meisterschaftsspiel gegen Rapid Bukarest entlassen und durch Rückkehrer Ioan Andone ersetzt. Dieser führte das Team ein Spiel vor Saisonende zu seinem dritten Meistertitel 2012. Nach schwachen Ergebnissen zu Beginn der Saison 2012/13 löste Andone seinen Vertrag am 24. Oktober 2012 nach dem 1:1-Unentschieden bei Galatasaray Istanbul in der Champions League auf.
2016 gewann Cluj zum vierten Mal den rumänischen Pokal. Den anschließenden Supercup konnte man jedoch nicht gewinnen, da man gegen den amtierenden Meister Astra Giurgiu mit 0:1 verlor.

### 2018–2022: Serienmeister
Zwischen 2018 und 2022 wusste CFR Cluj die vorläufig unterbrochene Dominanz des Rekordvereins Steaua Bukarest gekonnt auszunutzen und gewann hierbei insgesamt fünf Meistertitel in Folge. Abgesehen von Steaua selbst ist dies sonst keinem anderen Verein in Rumänien gelungen.

#### Saison 2017/18
CFR Cluj beendete in der Saison 2017/18 bereits die Hauptrunde auf dem ersten Platz, durch die anschließende Halbierung der gesammelten Punkte verringerte sich der Vorsprung auf Steaua Bukarest – mittlerweile unter dem neuen Namen FCSB tätig – von vier auf zwei Punkte. Beide Duelle gegen den Rekordverein endeten mit einem 1:1, sodass der Kampf um den Meistertitel hitzig blieb. Drei Spieltage vor Schluss scheiterte FCSB an Politehnica Iași, während CFR Cluj sein Duell gewann und so an den Bukarestern vorbeizog. Beide gewannen daraufhin ihre letzten beiden Spiele, sodass CFR Cluj mit einem Punkt Vorsprung seinen vierten Meistertitel der Vereinsgeschichte gewinnen konnte.

#### Saison 2018/19
Zum Auftakt in die Saison 2018/19 schaltete CFR Cluj den amtierenden Pokalsieger FC Universitatea Craiova aus und gewann so erstmals den rumänischen Supercup. In der Qualifikation zur UEFA Champions League scheiterte man in der zweiten Runde knapp an Malmö FF. Das Hinspiel zuhause verlor man mit 0:1, daraufhin gab es ein 1:1 in Schweden. In der dritten Qualifikationsrunde zur UEFA Europa League konnte FC Alaschkert Martuni mit insgesamt 7:0 (2:0 a; 5:0 h) bezwungen werden, jedoch scheiterte man in der Play-off-Runde an F91 Düdelingen. Dabei verlor man sowohl in Luxemburg mit 0:2 als auch in Cluj mit 2:3.
Auf nationalem Niveau konnte auch diesmal die Hauptrunde auf Platz 1 abgeschlossen werden. Der Rückstand auf FCSB schrumpfte anschließend von fünf auf drei Punkte. Im rumänischen Pokal unterlag man im Halbfinale Astra Giurgiu nach einer 1:3-Heimniederlage und einem 2:2-Remis im Rückspiel. Am vorletzten Spieltag machte CFR Cluj seine fünfte Meisterschaft mit einem 1:0 gegen Universitatea Craiova klar. Die anschließende 0:1-Niederlage gegen FCSB änderte an der tabellarischen Situation nichts mehr und schmälerte lediglich den Vorsprung Clujs auf zwei Punkte.

#### Saison 2019/20
Der Supercup-Titel konnte in der Saison 2019/20 nicht verteidigt werden. Gegen Farul Constanța verlor man die Partie spät mit 0:1. In der Qualifikation zur UEFA Champions League sorgte CFR Cluj gleich für mehrere Überraschungen, als FK Astana (0:1 a; 3:1 h), Maccabi Tel Aviv (1:0 h; 2:2 a) und Celtic Glasgow (1:1 h; 4:3 a) allesamt knapp überwunden werden konnten. Erst in der Play-off-Runde gab es zwei 0:1-Niederlagen gegen Slavia Prag, sodass der Verein in die Gruppenphase der UEFA Europa League umsteigen musste. Zum Auftakt besiegte man die SS Lazio zuhause mit 2:1. Anschließend kam es zum Wiedersehen mit Celtic Glasgow, doch diesmal behielten die Schotten im Celtic Park die Oberhand und gewannen mit 2:0. CFR Cluj feierte daraufhin zwei knappe 1:0-Erfolge gegen Stade Rennes. Das Hinspiel in Rennes war geprägt von insgesamt drei Platzverweisen (zwei gegen Rennes, einer gegen Cluj), wobei der erste bereits nach fünf Minuten gegeben wurde. Auch im Rückspiel gab es einen Platzverweis gegen Cluj, doch dieser hatte keinen entscheidenden Einfluss auf die Partie. Im Stadio Olimpico von Rom unterlag man Lazio mit 0:1, doch mit einem 2:0-Heimsieg gegen Celtic sicherte sich Cluj den zweiten Platz hinter den Schotten und stieg ins Sechzehntelfinale auf. Dort musste man sich dem späteren Wettbewerbssieger FC Sevilla stellen. Beide Partien endeten unentschieden, das Hinspiel in Cluj mit 1:1 und das Rückspiel in Sevilla mit 0:0. Im Rückspiel scheiterten die Rumänen insbesondere am starken Sevilla-Torwart Yassine Bounou, der insgesamt sieben gehaltene Bälle verzeichnete. Cluj schied somit aufgrund der Auswärtstorregel aus dem Wettbewerb aus.
In der Meisterschaft stellte FCSB, der in dieser Saison nur Fünfter wurde, keine Bedrohung für die Tabellenführung von CFR Cluj dar. Dennoch bestritt man das letzte Saisonspiel auswärts beim Zweitplatzierten, der in diesem Fall Universitatea Craiova war. Der Gastgeber ging zwar nach nur zehn Minuten in Führung, doch Cluj gewann souverän mit 3:1 und sicherte sich damit den dritten Meistertitel am Stück. Da machte dem Verein auch die zwischenzeitliche Unterbrechung des Spielbetriebs aufgrund der COVID-19-Pandemie keine Probleme.

#### Saison 2020/21
Mit etwas Verzögerung startete die Saison 2020/21 Mitte August mit der Qualifikation zur UEFA Champions League. Die Runden wurden hierbei aber auf nur eine Partie reduziert, wofür ebenso die COVID-19-Pandemie verantwortlich war. Nach einem 2:0-Auswärtssieg gegen den FC Floriana scheiterte man zuhause an Dinamo Zagreb. Der kroatische Rekordverein agierte trotz langer Unterzahl überraschend souverän und sorgte dafür, dass Cluj nicht über ein 2:2 hinauskam. Im Elfmeterschießen unterlagen die Rumänen schlussendlich und wechselten in die Qualifikation zur UEFA Europa League. Nach einem 1:0-Auswärtssieg gegen Djurgårdens IF und einem 3:1-Heimerfolg gegen Kuopion PS erreichte Cluj erneut die Gruppenphase des Wettbewerbs. Zum Auftakt konnte man den bulgarischen Spitzenklub ZSKA Sofia auswärts mit 2:0 bezwingen. Darauf folgte ein 1:1-Remis zuhause gegen den BSC Young Boys. Anschließend verlor Cluj jedoch den Faden und verspielte den Aufstieg in die K.O.-Runde total. Der AS Rom unterlag man auswärts mit 0:5 und zuhause mit 0:2. Anschließend patzte man auch gegen ZSKA Sofia und kam nicht über ein 0:0 hinaus. Im Abschlussspiel benötigte man einen Auswärtssieg gegen die Young Boys, um in die K.O.-Runde aufzusteigen. Cluj ging spät in Führung, kassierte in einer denkwürdigen Nachspielzeit aber noch zwei Tore und beendete die Partie zudem mit zwei Platzverweisen. Mit fünf Punkten belegte Cluj nur Platz 3 vor ZSKA Sofia und schied damit frühzeitig aus.
Die Austragung des Supercups wurde wegen der COVID-19-Pandemie auf April 2021 verschoben. Die Partie gegen FCSB endete mit 0:0, doch CFR Cluj gewann im Elfmeterschießen und holte damit seinen zweiten Supercup-Titel. Die Hauptrunde der Liga wurde mit einem Punkt Rückstand auf ebenjenen Gegner beendet, doch man holte nochmal ordentlich auf und wurde am Ende mit neun Punkten Vorsprung zum vierten Mal in Folge Meister.

#### Saison 2021/22
Wie schon drei Jahre zuvor musste man auch in der Saison 2021/22 im Supercup gegen Universitatea Craiova antreten. Die Partie endete mit 0:0, doch CFR Cluj unterlag diesmal im Elfmeterschießen. Nach Weiterkommen gegen FK Borac Banja Luka (3:1 h; 1:2 a) und Lincoln Red Imps FC (2:1 a; 2:0 h) in der Qualifikation zur UEFA Champions League mussten die Rumänen in der dritten Runde erneut gegen die Young Boys antreten. Das Hinspiel in Cluj endete mit 1:1, in Bern verlor man jedoch das Rückspiel 1:3. Auch die Gruppenphase der UEFA Europa League wurde nicht erreicht, da man in der Play-off-Runde dem FK Roter Stern Belgrad deutlich unterlag. In der serbischen Hauptstadt verlor man mit 0:4 und zuhause mit 1:2.
Der Verein durfte jedoch immerhin an der Gruppenphase der neu gegründeten UEFA Europa Conference League teilnehmen. Im ersten Gruppenspiel verlor man mit 0:1 gegen den FK Jablonec, womit der Verein erstmals überhaupt das Auftaktspiel einer internationalen Gruppenphase verloren hatte. Es folgte ein 1:1-Unentschieden zuhause gegen den Randers FC. Eine Doppelpleite gegen AZ Alkmaar (0:1 h; 0:2 a) brachte das vorzeitige Ausscheiden umso näher, ehe es nach einem 1:2 gegen Randers tatsächlich besiegelt war. Der abschließende 2:0-Heimsieg über Jablonec war nur ein schwacher Trost für den Verein, da man mit vier Punkten sowieso Letzter wurde. 

In der Liga beendete CFR Cluj die Hauptrunde mit satten 14 Punkten Vorsprung auf FCSB. Allerdings schmälerte sich dieses Polster nicht nur aufgrund der Halbierung der Punkte, sondern auch, weil die Bukarester stark aufholten. Mit einem 2:1-Heimsieg gegen Universitatea Craiova sicherte man sich die fünfte Meisterschaft in Folge aber vorzeitig. Im abschließenden Spiel gegen FCSB verlor man mit 1:3, am Ende hatte man daher nur mehr einen Punkt Vorsprung. 

## Ehemalige Spieler
| - Eduard Stăncioiu - Lars Hirschfeld - Beto - Mário Felgueiras | - Cristian Panin - Ionuț Rada - Lucian Goian - Cadú - Tony - Ivo Pinto - Álvaro Pereira - Ousmane Viera - Felice Piccolo - Hugo Alcântara | - Ioan Hora - Alin Minteuan - Bogdan Mara - Gabriel Mureșan - Eugen Trică - Emmanuel Culio - Sixto Peralta - Sebastián Dubarbier - Dani - Davide Petrucci - Roberto De Zerbi | - Adrian Anca - Grégory Tadé - Pantelis Kapetanos - Modou Sougou - Yssouf Koné - Lacina Traoré |

## Ehemalige Trainer
- George Ciorceri (2003)
- Aurel Șunda (April 2004 bis Sommer 2005)
- Dorinel Munteanu (Sommer 2005 bis Oktober 2006)
- Cristiano Bergodi (Oktober 2006 bis Mai 2007)
- Ioan Andone (25. Mai 2007 bis August 2008, 9. April 2012 bis 24. Oktober 2012)
- Maurizio Trombetta (August 2008 bis Januar 2009)
- Aleš Jindra (Januar 2009 bis 5. April 2009)
- Toni (5. April 2009 bis 11. November 2009)
- Andrea Mandorlini (15. November 2009 bis 12. September 2010)
- Sorin Cârțu (12. September 2010 bis 25. November 2010)
- Alin Minteuan (25. November 2010 bis 22. Mai 2011)
- Jorge Costa (22. Mai 2011 bis 8. April 2012)
- Ioan Andone (April 2012 bis Oktober 2012)
- Francisc Dican (Interimstrainer) (Oktober 2012)
- Paulo Sérgio (Oktober 2012 bis April 2013)
- Eugen Trică (April 2013 bis Sommer 2013)
- Mircea Rednic (Sommer 2013 bis August 2013)
- Petre Grigoraș (August 2013 bis Dezember 2013)
- Vasile Miriuță (Dezember 2013 bis November 2014)
- Francisc Dican (Interimstrainer) (November 2014 bis Januar 2015)
- Eugen Trică (Januar 2015 bis April 2015)
- Francisc Dican (Interimstrainer) (seit April 2015)
- Toni (Dezember 2015 bis Juni 2016)
- Vasile Miriuță (Juni 2016 bis Juni 2017)
- Dan Petrescu (Juni 2017 bis Juni 2018)
- Eduard Iordănescu (Juni 2018 bis Juli 2018)
- Toni (Juli 2018 bis Februar 2019)
- Alin Minteuan (Februar 2019 bis April 2019)

## Erfolge
- Rumänischer Meister (8): 2007/08, 2009/10, 2011/12, 2017/18, 2018/19, 2019/20, 2020/21, 2021/22
- Rumänischer Pokalsieger (5): 2007/08, 2008/09, 2009/10, 2015/16, 2024/25
- Rumänischer Superpokalsieger (4): 2009, 2010, 2018, 2020